# Hans-Ulrich Wagner
Hans-Ulrich Wagner (* 1962 in Hamburg) ist ein deutscher Medienwissenschaftler.

## Leben
Hans-Ulrich Wagner wurde 1962 in Hamburg geboren und studierte Germanistik und Theologie an den Universitäten Bamberg und Münster. Er arbeitete als freiberuflicher Literaturkritiker und Publizist. 1996 wurde er in Bamberg mit einer Arbeit über das Hörspielprogramm der unmittelbaren Nachkriegszeit 1945–1949 promoviert. Anschließend war er als wissenschaftlicher Mitarbeiter beim Deutschen Rundfunkarchiv in Frankfurt am Main. Dort führte er das DFG-Projekt zur Rundfunkarbeit Günter Eichs durch und kuratierte eine Ausstellung mit dem Titel „Remigranten und Rundfunk 1945–1955“.
Seit Dezember 2000 arbeitet er an der Forschungsstelle Mediengeschichte (früher „Forschungsstelle Geschichte des Rundfunks in Norddeutschland“) in Hamburg. Im August 2005 wurde er deren Leiter. Er lehrt an der Universität Hamburg im Fachbereich Sprache, Literatur, Medien I.

## Forschung
Wagners Forschungsinteressen umfassen viele Bereiche der medienvermittelten öffentlichen Kommunikation aus geschichtlicher Perspektive. Seine Schwerpunkte sind die historische Medienwirkungsforschung und die medienvermittelte Erinnerungskultur, das Verhältnis von Rundfunk und Literatur und seit einigen Jahren auch sogenannte „Sound Studies“.

## Mitgliedschaften
Seit 1996 ist Wagner Mitglied in der Jury „Hörspielpreis der Kriegsblinden – Preis für Radiokunst“. Er gehört dem Vorstand des „Studienkreises Rundfunk und Geschichte“ an. Von 2007 bis 2011 war er dessen als Erster Vorsitzender. Er gehört der Redaktion des Fachjournals Medien & Kommunikationswissenschaft an.

## Schriften
- „Der gute Wille, etwas Neues zu schaffen“. Das Hörspielprogramm in Deutschland von 1945 bis 1949. Verlag für Berlin-Brandenburg, Potsdam 1997, ISBN 3-930850-57-5 (Zugl.: Bamberg, Univ., Diss., 1996).